# محافظة الطائف
محافظة الطائف واحدة من محافظات المملكة العربية السعودية، وتُشكِّل مع ستة عشر محافظةً متجاورةً في منطقة مكة المكرمة. وتبعد عن مدينة مكة المكرمة 75 كم تقريباً، وتشتهر المحافظة بالورد طائفي.

## السكان
بلغ عدد سكان محافظة الطائف (913,374) نسمة حسب تعداد السعودية 2022، عدد السعوديين (660,760) نسمة، وعدد غير السعوديين (252,614) نسمة.

## المراكز التابعة إداريا
- تربة.
- الخرمة.
- رنية.
- المويه.
- ميسان.
- مركز الهدا.
- مركز دغبج (الطائف).
- مركز الحفاير.
- مركز المحاني.
- مركز قيا بني الحارث.
- مركز القريع.
- مركز السيل الكبير.
- مركز السيل الصغير
- مركز الشفاء.
- مركز رضوان.
- مركز عشيرة.
- مركز أبو راكة.
- مركز سديره.
- مركز الفيصلية.
- مركز الحفر كشب.
- مركز الراغية.
- مركز البحره.
- مركز المويه.
- مركز الزربان.
- مركز مشاش الطارف.
- مركز آل مشعان.
- مركز الرفايع.
- مركز الرويليه.
- مركز الكنه.
- مركز فيضة المسلح.
- مركز العوالي.
- مركز العاند.
- مركز العرفاء.[3]

## أمانة محافظة الطائف
البلديات الفرعية داخل المدينة:
- بلدية شمال الطائف
- بلدية غرب الطائف
- بلدية جنوب الطائف
- بلدية شرق الطائف
- بلدية السيل الصغير
- بلدية السيل الكبير
- بلدية الهدا
- بلدية الشفا
- بلدية الطائف الجديد
- مكتب بلدية عشيرة
- مكتب بلدية العطيف

إضافة إلى بلديات محافظات تربة والخرمة ورنية والمويه وميسان وظلم. وبلديات مراكز بني سعد والمحاني وبني مالك.